# Matòbo
Matòbo är ett fiktivt land i Nordafrika. Landet förekommer i filmen Morgan Pålsson - världsreporter.
Landets huvudstad är Bathom. Innan Matòbo blev republik 2008 var Hajib II kung. År 2008 tog Islamiska fronten makten i Matòbo med hjälp av terrornätverket al-Irhabi. Ledaren för al-Irhabi, Fajr al-Zowari, planerade att bomba 9 stora städer i världen med kärnvapen. När Islamiska fronten styre krossats blev Mohammed Abdul Khamel premiärminister.
Matóbo har också förekommit i filmen Tolken.